# Eupithecia atomaria
Eupithecia atomaria är en fjärilsart som beskrevs av W. Warren 1902. Eupithecia atomaria ingår i släktet Eupithecia och familjen mätare. Inga underarter finns listade i Catalogue of Life.